# 戴维·麦克米伦
戴维·威廉·克罗斯·麦克米伦（英語：David William Cross MacMillan，FRS FRSE，1968年3月16日—），苏格兰美籍化学家，普林斯顿大学詹姆斯·史密斯·麦克唐纳杰出化学大学教授，2010年至2015年任普林斯顿大学化学系主任。2021年，与本亚明·利斯特共同获得诺贝尔化学奖，以表彰他们开发出有机不对称催化。

## 生平
1968年，麦克米伦在苏格兰贝尔斯希尔出生。获格拉斯哥大学理学士学位之后，留校与厄尼·科尔文（Ernie Colvin）共事。1990年，他离开英国，前往加利福尼亚大学尔湾分校攻读博士，师从拉里·E·奥弗曼，针对双环四氢呋喃的立体控制形成开发新的反应方法，最终完整合成7-(-)-脱乙酰氧基白蛋白（7-(−)-deacetoxyalcyonin）醋酸盐，为单胞菌素二萜，通过软珊瑚白柳珊瑚（Eunicella stricta）分离得出。1996年，他凭借该项毕业研究获得哲學博士学位。
博士毕业后，麦克米伦获得哈佛大学戴维·埃文斯荣誉教席，开展以对映体选择性催化为中心的博士后研究，重点设计开发Sn (II)带动的双恶唑啉合成体（Sn(II)box）。1998年7月，麦克米伦以加利福尼亞大學柏克萊分校化学系研究员身份展开独立研究，2000年6月加入加州理工学院化学系，与团队集中研究对映体选择性催化的新办法。2004年，获任命为化学系厄尔·C·安东尼荣誉教席。2006年9月，以个人原因改往普林斯顿大学。
麦克米伦的研究团队在非对称有机催化领域取得多项重大突破，这些成果被他们用来开发合成一批复杂天然产品的新方法。
2010年至2014年，麦克米伦任英国皇家化学学会旗舰级普通化学期刊《化学科学》总编辑。

### 荣誉与奖项
- 2002年：斯隆奖[9]
- 2004年：英国皇家化学研究院（英语：Royal Institute of Chemistry）科戴-摩根奖章（英语：Corday-Morgan medal）[10]
- 2012年：当选皇家学会院士[11]
- 2012年：当选美国文理科学院院士[12]
- 2013年：当选爱丁堡皇家学会通讯会士[13]
- 2015年：哈里森·豪（英语：Harrison Howe）奖[14]
- 2017年：野依良治奖（英语：Ryoji Noyori Prize）[15]
- 2018年：当选美国国家科学院院士[6]
- 2021年：诺贝尔化学奖[4]